# دي جي ماكس بورتبل
دي جي ماكس بورتبل (DJ Max Portable) هي لعبة إيقاعية من تطوير ونشر استديو بنتافيجين، صدرت حصريًا لجهاز بلايستايشن بورتبل في عام 2006 في كوريا واليابان فقط.

## طريقة اللعب
ديجي ماكس هي لعبة إيقاعية تتطلب من اللاعب ضغط الزر المناسب في الوقت المناسب حسب إيقاع الأغنية، تصنف صعوبة الأغنية من 1 إلى أقصى مستوى صعوبة 13. وتقدم اللعبة عدة طرق أيضا للعب، 4 أزرار 4B، و6 أزرار 6B، وأخيرًا 8 أزرار 8B.